# Premiul Oscar pentru cel mai bun machiaj
Premiul Oscar pentru cel mai bun machiaj este unul dintre premiile Oscar, acordate de „Academy of Motion Picture Arts and Sciences”. De obicei sunt nominalizate doar câte trei filme la această categorie, spre deosebire de cinci filme la majoritatea celorlalte categorii. La începutul anilor 1980 erau nominalizate doar două filme, iar în 2000 au fost patru nominalizări.
Premiul se acordă începând cu ediția din 1982. Înainte de acest an, fuseseră în două rânduri acordate premii speciale pentru machiaj:
- În 1965, William J. Tuttle a primit premiu pentru 7 Faces of Dr. Lao
- În 1969, John Chambers a primit premiu pentru Planet of the Apes

### Anii 1960
| An                 | Film              | Nominalizări |
| ------------------ | ----------------- | ------------ |
| 1964 (37th)        |                   |              |
| 7 Faces of Dr. Lao | William J. Tuttle |              |
| 1968 (41st)        |                   |              |
| Planet of the Apes | John Chambers     |              |

## Anii 1980
- 1982 An American Werewolf in London - Rick Baker
- 1983 Quest for Fire - Sarah Monzani, Michèle Burke
- 1985 Amadeus - Paul LeBlanc, Dick Smith
- 1986 Mask - Michael Westmore, Zoltan Elek
- 1987 The Fly - Chris Walas, Stephan Dupuis
- 1988 Harry and the Hendersons - Rick Baker
- 1989 Beetlejuice - Ve Neill, Steve La Porte, Robert Short

## Anii 1990
- 1990 Driving Miss Daisy - Manlio Rocchetti, Lynn Barber, Kevin Haney
- 1991 Dick Tracy - John Caglione, Jr., Doug Drexler
- 1992 Terminatorul 2: Ziua Judecății - Stan Winston, Jeff Dawn
- 1993 Bram Stoker's Dracula - Greg Cannom, Michèle Burke, Matthew W. Mungle
- 1994 Mrs. Doubtfire - Greg Cannom, Ve Neill, Yolanda Toussieng
- 1995 Ed Wood - Rick Baker, Ve Neill, Yolanda Toussieng
- 1996 Braveheart - Peter Frampton, Paul Pattison, Lois Burwell
- 1997 The Nutty Professor - Rick Baker, David LeRoy Anderson
- 1998 Men in Black - Rick Baker, David LeRoy Anderson
- 1999 Elizabeth - Jenny Shircore

## Anii 2000
- 2000 Topsy-Turvy - Christine Blundell, Trefor Proud
- 2001 Dr. Seuss' How the Grinch Stole Christmas - Rick Baker, Gail Ryan
- 2002 The Lord of the Rings: The Fellowship of the Ring - Peter Owen, Richard Taylor
- 2003 Frida - John Jackson, Beatrice De Alba
- 2004 The Lord of the Rings: The Return of the King - Richard Taylor, Peter King
- 2005 Lemony Snicket's A Series of Unfortunate Events - Valli O'Reilly, Bill Corso
- 2006 The Chronicles of Narnia: The Lion, the Witch and the Wardrobe - Howard Berger, Tami Lane
- 2007 Pan's Labyrinth - David Martí, Montse Ribé
- 2008 La Vie en Rose - Didier Lavergne, Jan Archibald
- 2009 The Curious Case of Benjamin Button - Greg Cannom

## Anii 2010
- 2010 Star Trek - Barney Burman, Mindy Hall și Joel Harlow
- 2011 The Wolfman - Rick Baker, Dave Elsey
- 2012 The Iron Lady - Mark Coulier, J. Roy Helland
- 2013 Les Misérables - Lisa Westcott, Julie Dartnell
- 2014 Dallas Buyers Club - Adruitha Lee, Robin Mathews
- 2015 The Grand Budapest Hotel - Frances Hannon, Mark Coulier
- 2016 Mad Max: Fury Road	Damian Martin, Lesley Vanderwalt și Elka Wardega
- 2017 Suicide Squad	Alessandro Bertolazzi, Giorgio Gregorini și Christopher Nelson
- 2018 Darkest Hour	Kazuhiro Tsuji, David Malinowski și Lucy Sibbick
- 2019 Bombshell	Kazu Hiro, Anne Morgan și Vivian Baker

## Anii 2020
- 2020/21 Ma Rainey's Black Bottom	Sergio López-Rivera, Mia Neal și Jamika Wilson
- 2021 The Eyes of Tammy Faye	Linda Dowds, Stephanie Ingram și Justin Raleigh
- 2022 The Whale	Adrien Morot, Judy Chin și Anne Marie Bradley
- 2023 Sărmane creaturi Nadia Stacey, Mark Coulier și Josh Weston
- 2024 Substanța Pierre-Oliver Persin, Stéphanie Guillon și Marilyne Scarselli